# Canato Caraquitai
O Canato Caraquitai (em mongol: Хар Хятан; em persa: خانات قراختایی), também conhecido como Liao Ocidental (chinês tradicional: 西遼, chinês simplificado: 西辽, pinyin: 'Xī Liáo') (1124–1218), oficialmente Grande Liao (chinês tradicional: 大遼, chinês simplificado: 大辽, pinyin: Dà Liáo), foi um império quitai na Ásia Central. A dinastia foi fundada por Ielu Daxi, que conduziu o pouco que restava da dinastia Liao para a Ásia Central depois de fugir do seu território na Manchúria após os jurchéns o conquistarem. O império foi usurpado pelos naimanos sob o comando de Cuchelugue em 1211; fontes tradicionais chineses, persas e árabes consideram esta usurpação como determinante para o fim do império. O reino foi mais tarde tomado pelo Império Mongol em 1218.